# Torneio de Montreux de 1926
O Torneio de Montreux de 1926  foi a 6ª edição do Torneio de Montreux.

## Jogos
| Jogo | Equipa      | Result | Equipa        |
| ---- | ----------- | ------ | ------------- |
| 1º   | HC Montreux | 10-6   | Stade Bordéus |
| 2º   | HC Montreux | 5-6    | Stade Bordéus |
| 3º   | HC Montreux | 0-8    | Stade Bordéus |
|      |             |        |               |
| Tot  | HC Montreux | 15-20  | Stade Bordéus |

| Torneio Montreux 1926 |
| --------------------- |
| França                |
| STADE BORDÉUS 1º      |